# Unidad periférica de Atenas Central
Atenas Central (en griego Περιφερειακή ενότητα Κεντρικού Τομέα Αθηνών) es una unidad periférica de Grecia. Forma parte de la periferia de Ática y cubre la parte central de la zona metropolitana de Atenas.

## División
La unidad periférica de Atenas Central se creó en 2011 como división de la antigua prefectura de Atenas, como parte de las reformas del plan Calícrates. Se subdivide en 8 municipios (en paréntesis el número de referencia del mapa):
- Atenas (1)
- Dafni-Ymittós (13)
- Filadelfia-Calkidona (32)
- Galatsi (11)
- Heliópolis (16)
- Kaisarianí (19)
- Víronas (10)
- Zografos (15)